# 保羅·赫勒
保羅·赫勒（英語：Paul Theodore Hellyer，1923年8月6日—2021年8月8日），是加拿大工程師、政治家、作家和評論員。他擁有一個漫長而多變的職業生涯。他是僅次於愛丁堡公爵菲利普親王任職時間最長的加拿大樞密院成員。

## 生涯
保羅·赫勒在安大略省沃特福德附近的一個農場出生和長大。於第二次世界大戰時在加拿大皇家空軍擔任飛行員，之後他加入了加拿大皇家砲兵團，並在戰爭期間擔任槍手。1949年畢業於多倫多大學後，即當選國會議員，代表達文波特選區。曾擔任加拿大國防部長、國防部副部長、加拿大交通部長、八屆加拿大國會議員與加拿大行動黨黨魁。

## 言論
赫勒堅稱外星人已造訪地球、且有幾位幫美國政府工作。在2015年的一次演講中，他還呼籲各國政府「不該隱藏外星人存在的事實」。

## 外部連結
- 官方网站
- 加拿大國會 - 保羅·赫勒生平 （页面存档备份，存于）